# Friedrich Kühnel

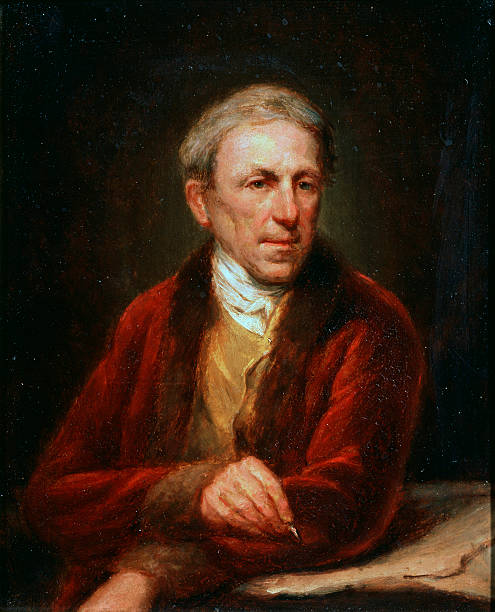
Friedrich Kühnel (Selbstporträt, 1840)

Friedrich Kühnel (russisch Фёдор Фёдорович Кинель; * 1766; † 1841 in Moskau) war ein deutsch-russischer Maler.

## Leben
Friedrich  Kühnel lernte in Dresden 1781–1785 bei Johann Eleazar Schenau und dann bei Giovanni Battista Casanova. Auch wurde er als Schüler von Anton Raphael Mengs genannt.
Kühnel ging Ende der 1780er Jahre nach Moskau und arbeitete als Zeichenlehrer an der Universität Moskau. Im Auftrag des Verlegers Platon Petrowitsch Beketow porträtierte er herausragende Vertreter der russischen Wissenschaft und Kultur, deren Porträts als Vorlagen für Graphiken dienten.
Zusammen mit  Jegor Iwanowitsch Makowski und Alexander Sergejewitsch Jastrebilow organisierte Kühnel 1830 einen Arbeitskreis, dem sich Giovanni Vitali und die Brüder Alexei und Wassili Stepanowitsch Dobrowolski anschlossen. Ab 1832 veranstaltete der Kreis Treffen zum gemeinsamen Zeichnen im Hause Jastrebilows, der an der Kaiserlichen Akademie der Künste studiert hatte. Geplant wurde die Eröffnung einer Kunstklasse als Ausgangspunkt für eine Moskauer Kunstakademie. Sie fanden Unterstützung bei dem Moskauer Generalgouverneur Fürst Dmitri Wladimirowitsch Golitzyn und gewannen Sponsoren. Graf Michail Fjodorowitsch Orlow, Adjutant Wladimir Jakowlewitsch Skarjatin und der Historiker Alexander Dmitrijewitsch Tschertkow bildeten 1833 das Direktorium für die Kunstklasse. 1843 wurde die Moskauer Kunstgesellschaft gegründet mit der Moskauer Schule für Malerei und Bildhauerei auf der Basis der Kunstklasse.

## Werke

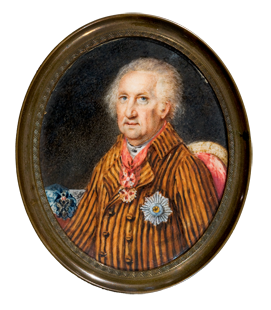
Michail Fjodorowitsch Soimonow (Anfang der 1800er Jahre)
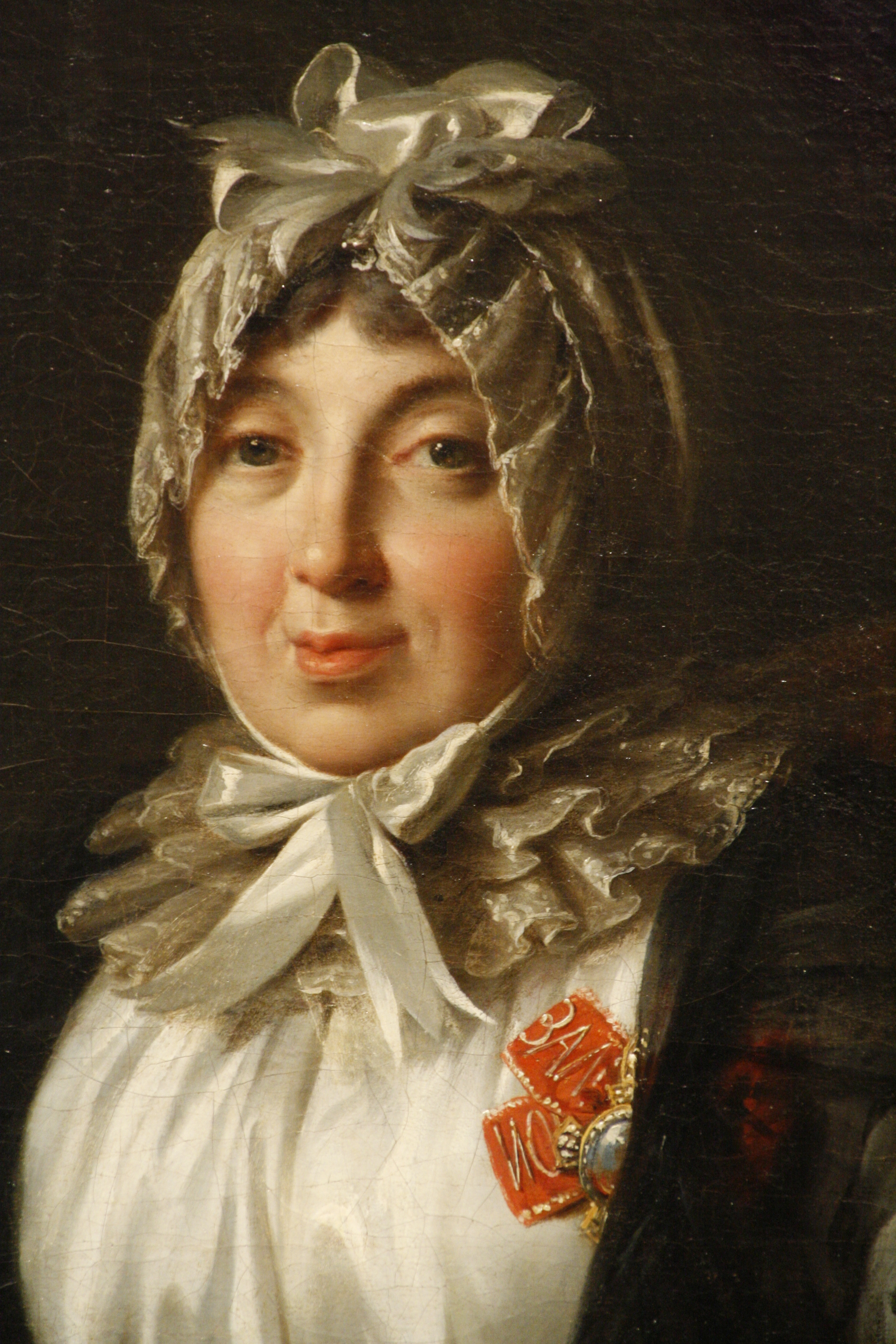
Anna Alexandrowna Golizyna (1800er Jahre)
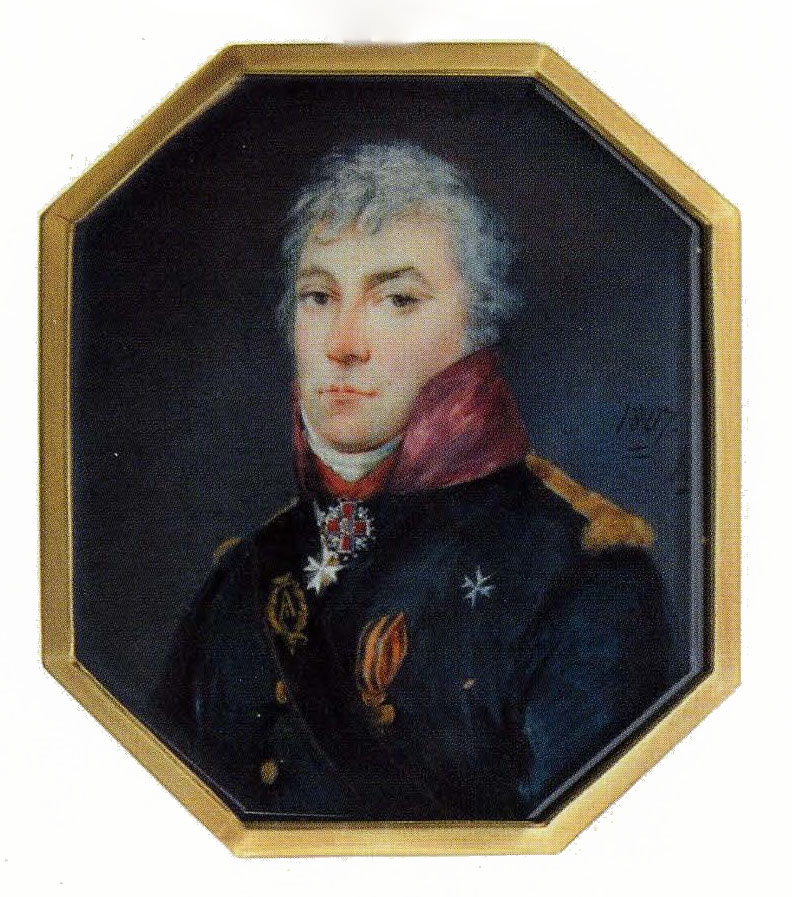
Lew Nikolajewitsch Engelhardt (1807)
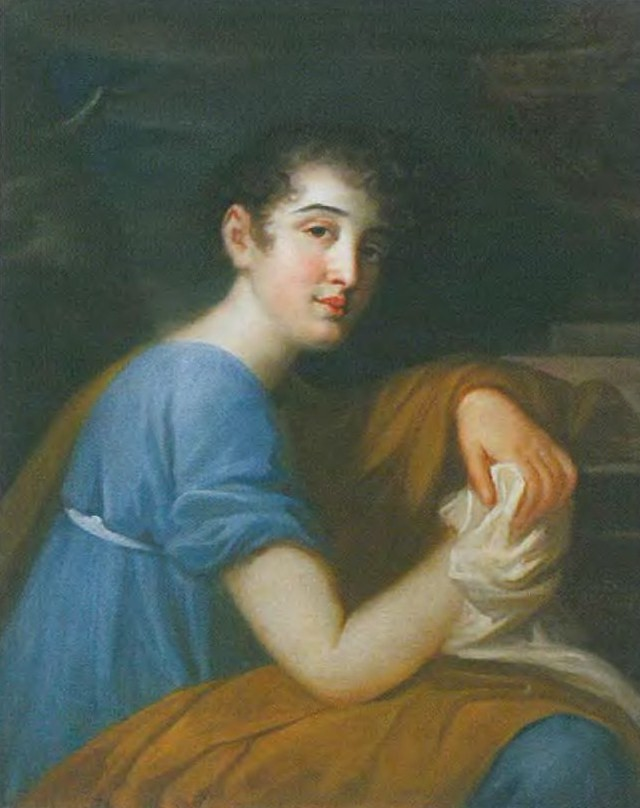
Unbekannte der Familie Glebow-Streschnew (1810)
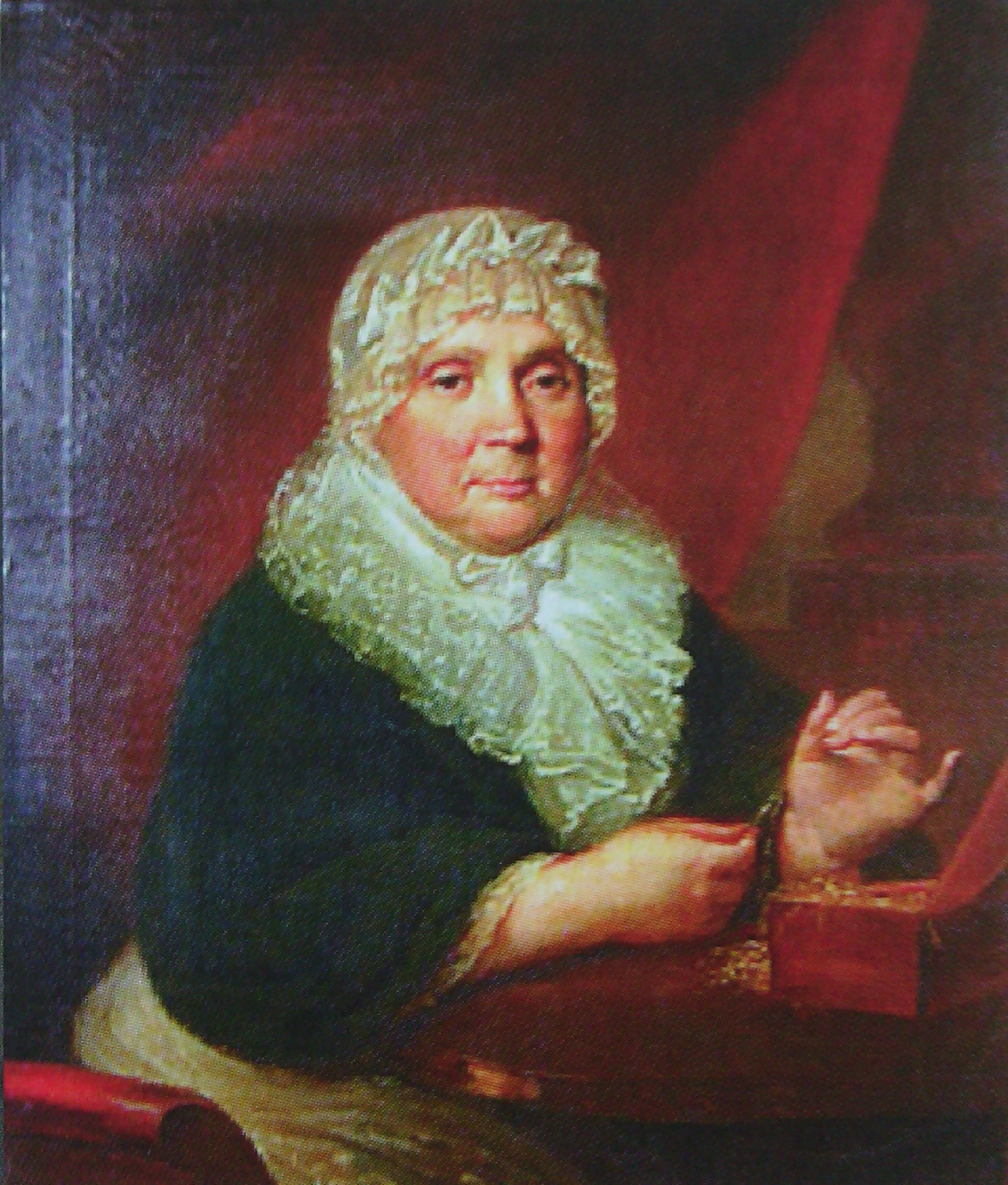
Irina Iwanowna Beketowa (1811)
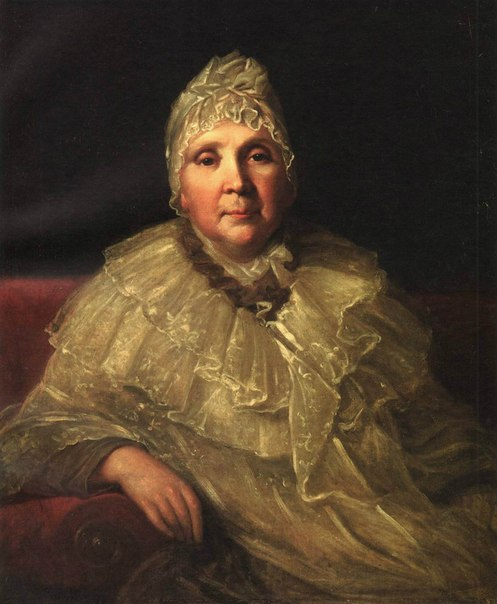
Irina Iwanowna Beketowa (1820er Jahre)
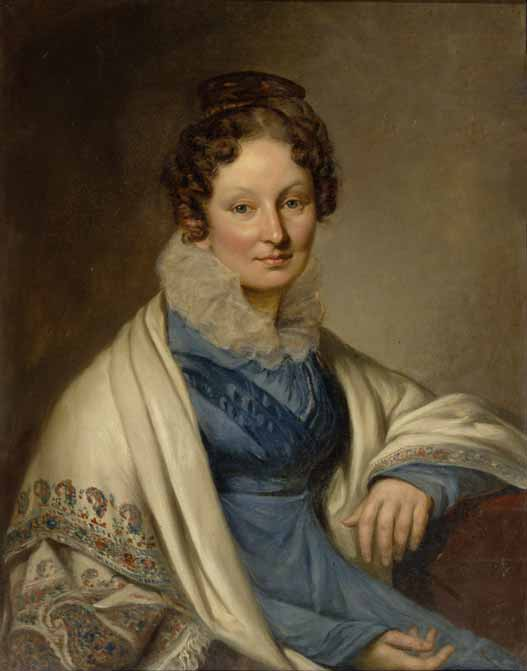
Sofja Iwanowna Boratynskaja (1820er Jahre)
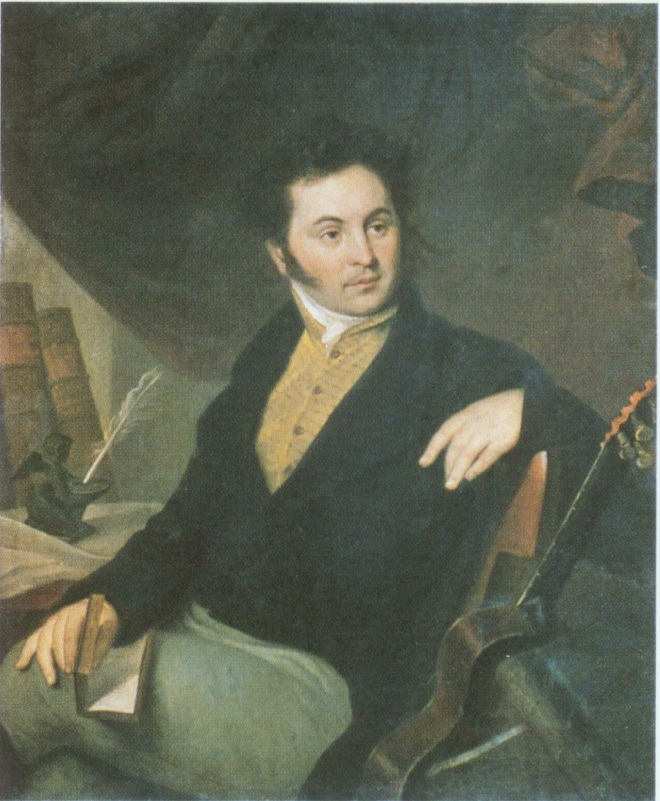
Graf Sergei Wassiljewitsch Tolstoi (1820er Jahre)
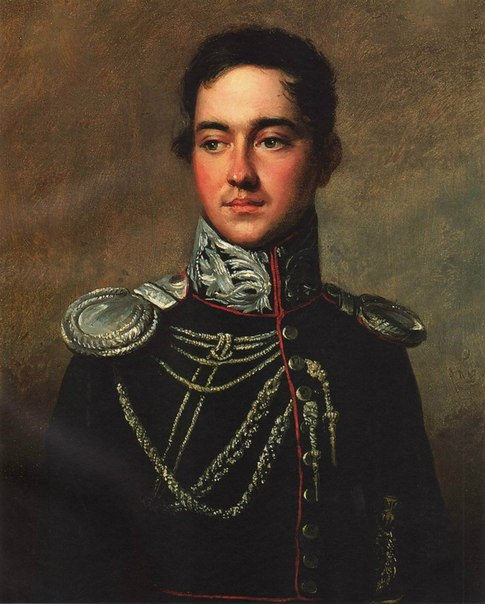
Fürst Walentin Michailowitsch Schachowskoi (1822/1825)
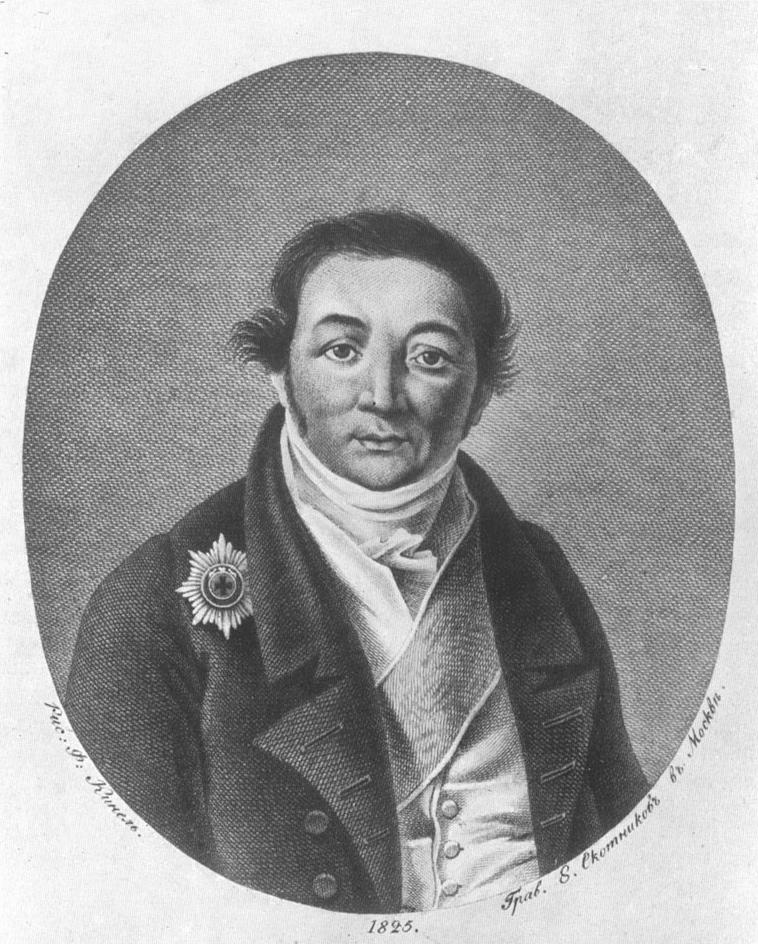
Dmitri Jewgenjewitsch Kaschkin (1825, Graveur Jegor Ossipowitsch Skotnikow)